# Francesco Maria Benedetto Amat Manca
Francesco Maria Benedetto Amat Manca (Cagliari, 24 ottobre 1757 – Genova, 27 aprile 1830) è stato un politico e militare italiano.
Ufficiale veterano delle guerre rivoluzionarie francesi, ebbe una brillante carriere militare, venendo insignito del Collare dell'Annunziata e del titolo di Cavaliere di Gran Croce dell’Ordine dei Santi Maurizio e Lazzaro.

## Biografia
Nacque a Cagliari il 24 ottobre 1757, figlio di Vincenzo Amat Bacallar, marchese di San Filippo, e di Maddalena Manca Guiso, marchesa d'Albis ecc. Come d'uso all'epoca in Sardegna, è indicato con entrambi i cognomi, quello del padre e quello della madre. Avviato alla vita di corte a Torino, contemporaneamente intraprese anche quella militare.
A Corte la sua carriera iniziò con la nomina a paggio d’onore di Re Carlo Emanuele III di Savoia, divenendo successivamente secondo scudiero e gentiluomo di bocca della principessa Carolina di Savoia, figlia del Re Vittorio Amedeo III. 
Quando venne costituita la corte del fratello del re, il duca d'Aosta Vittorio Emanuele per le nozze con Maria Teresa d’Austria, fu nominato primo scudiero della duchessa. 
Durante la permanenza della corte a Cagliari, era incaricato di portare a passeggio la principessa Maria Cristina (poi regina di Napoli, dove reggiunse la santità).
Il 2 novembre 1815, all'atto della restaurazione fu insignito del Collare dell'Ordine Supremo della Santissima Annunziata, del cui ordine ricoprì poi l'incarico di tesoriere e divenendone successivamente decano.  Il 13 marzo 1821 fu controfirmatario dell'atto di abdicazione di re Vittorio Emanuele I in favore di Carlo Felice.
Insignito del Gran Croce dell’Ordine dei Santi Maurizio e Lazzaro nel 1822, si ritirò con il grado di maggiore generale di cavalleria nel 1824, stabilendosi a Nizza. Non si sposò mai, e si spense a Genova il 27 aprile 1830.

### Annotazioni
1. ↑  I titoli di entrambi i genitori furono ereditati dal fratello primogenito Giovanni.
2. ↑  Nel suo testamento lasciava agli eredi, a sorella Anna ed i figli del fratello Giovanni, la somma di 24.836 lire sarde.

### Fonti
1. 1 2 3 4 5 6 7 8  Ilari, Shamà 2008, p. 22.
2. 1 2 3 4 5 6 7  Araldica di Sardegna.
3. ↑  Luciano Regolo, La reginella santa, Simonelli, Milano, 2000.
4. ↑  Ordini dinastici di Savoia.